# Царска пиеса
„Царска пиеса“ е български игрален филм (трагикомедия) от 1982 година на режисьора Иван Ничев, по сценарий на Владо Даверов. Оператор е Цветан Чобански. Музиката във филма е композирана от Божидар Петков. Филмът е заснет във Враца, в сградата на Читалище Развитие 

## Актьорски състав
- Тодор Колев – Петър/царят
- Коста Цонев – Александър Цанев/Александър Тривола, първият съветник на царя
- Доротея Тончева – Милена/царицата
- Евстати Стратев – директорът
- Лазар Ганев – драматургът Анани Красен
- Трифон Джонев – палачът
- Диана Челебиева
- Иван Цветарски – Каранешев
- Иван Обретенов – старшината
- Петър Петров – Давид, разпоредител в театъра
- Борис Радивенски – дворцов стражар
- Галина Ахчийска
- Иван Дервишев – дворцовия тъпанджия
- Минка Сюлеймезова – актрисата Цветанка/принцесата
- Евелина Стоицева
- Цветана Гайдарджиева – гардеробиерката
- Димитрина Димитрова
- Райна Петрова
- Димитър Марин
- Димитър Луканов
- Калчо Константинов
- Павел Савов
- Ибиш Орханов
- Яцек Тодоров
- Аспарух Сариев – слуга
- Янчо Янев
- Петя Силянова – репортерката
- Желязко Дянков
- Стефка Роглева
- Михаел Димитров
- Вельо Митов
- Владко Митов
- Огнян Узунов
- Дичо Дичев
- Цеко Илиев
- Огнян Цеков
- Пламен Касабов
- Петър Иванов
- Темофей Гезенко
- Емил Бирцоев